# Zari
"ZARI" (em grego: Ζάρι, pronunciado [ˈzari]; em português: «Dado»; estilizado em maiúsculas) é uma canção da cantora grega Marina Satti, co-escrita por pela com outros oito compositores e lançada a 7 de Março de 2024 pela Golden Records. A canção representou a Grécia no Festival Eurovisão da Canção de 2024. Marina Satti descreve-a como uma canção que tem como objetivo contar as «características reais» dos jovens gregos e da sua cultura.
A canção atuou na 2ª semifinal, tendo sido apurada para a final e na grande final terminou em 11.º lugar, com 126 pontos.

## Antecedentes e composição
"Zari" foi escrita por Gino Borri, Jay Lewitt Stolar, Jordan Richard Palmer, Konstantin Plamenov Beshkov, Manolis Solidakis, Marina Satti, Nick Kodonas, Oge e Vlospa. Em declarações à imprensa, a cantora expressou o desejo de misturar as antigas e novas culturas e tradições da Grécia. Afirmou também que a canção se centra no tema da sorte. Em declarações prestadas aos meios de comunicação social gregos, afirmou o desejo de quebrar estereótipos sobre a cultura grega. A canção foi lançada a 7 de Março de 2024 pela Golden Records.

## Festival Eurovisão da Canção

### Seleção interna
O organismo de radiodifusão da Grécia para o Festival Eurovisão da Canção, a Ellinikí Radiofonía Tileórasi (ERT), anunciou oficialmente a sua intenção de participar no Festival Eurovisão da Canção de 2024 a 15 de Setembro de 2023. Um mês depois, a 24 de Outubro, a ERT anunciou no programa de televisão «Studio 4» que tinha selecionado internamente Marina Satti para representar o país. O processo de composição da canção começou no dia seguinte, tendo a canção sido apresentada como «Zari» a 13 de Fevereiro de 2024.

### Na Eurovisão
O Festival Eurovisão da Canção de 2024 terá lugar na Malmö Arena em Malmo, Suécia, e consistirá em duas semifinais realizadas nas datas respectivas de 7 e 9 de Maio e a final a 11 de Maio de 2024. Durante o sorteio de 30 de Janeiro de 2024, a Grécia foi sorteada para competir na segunda semi-final, actuando na primeira metade do espetáculo.